# Francis of Assisi Catholic Church
 (mai 2023).
La mise en forme du texte ne suit pas les recommandations de Wikipédia : il faut le « wikifier ».
Les points d'amélioration suivants sont les cas les plus fréquents :
- Les titres sont pré-formatés par le logiciel. Ils ne sont ni en capitales, ni en gras.
- Le texte ne doit pas être écrit en capitales (les noms de famille non plus), ni en gras, ni en italique, ni en « petit »…
- Le gras n'est utilisé que pour surligner le titre de l'article dans l'introduction, une seule fois.
- L'italique est rarement utilisé : mots en langue étrangère, titres d'œuvres, noms de bateaux, etc.
- Les citations ne sont pas en italique mais en corps de texte normal. Elles sont entourées par des guillemets français : « et ».
- Les listes à puces sont à éviter, des paragraphes rédigés étant largement préférés. Les tableaux sont à réserver à la présentation de données structurées (résultats, etc.).
- Les appels de note de bas de page (petits chiffres en exposant, introduits par l'outil «  Source ») sont à placer entre la fin de phrase et le point final[comme ça].
- Les liens internes (vers d'autres articles de Wikipédia) sont à choisir avec parcimonie. Créez des liens vers des articles approfondissant le sujet. Les termes génériques sans rapport avec le sujet sont à éviter, ainsi que les répétitions de liens vers un même terme.
- Les liens externes sont à placer uniquement dans une section « Liens externes », à la fin de l'article. Ces liens sont à choisir avec parcimonie suivant les règles définies. Si un lien sert de source à l'article, son insertion dans le texte est à faire par les notes de bas de page.
- La présentation des références doit suivre les conventions bibliographiques. Il est recommandé d'utiliser les modèles {{Ouvrage}}, {{Chapitre}}, {{Article}}, {{Lien web}} et/ou {{Bibliographie}}. Le mode d'édition visuel peut mettre en forme automatiquement les références.
- Insérer une infobox (cadre d'informations à droite) n'est pas obligatoire pour parachever la mise en page.

Pour une aide détaillée, merci de consulter Aide:Wikification.
Si vous pensez que ces points ont été résolus, vous pouvez retirer ce bandeau et améliorer la mise en forme d'un autre article.
 (août 2023).
Francis of Assisi Catholic Church est une église catholique romaine située à Jefferson, en Caroline du Nord.

## L'histoire de l'église
En 1962, l'évêque de Raleigh, Vincent Waters, a demandé au diocèse d'acheter l'ancien bâtiment de l'église presbytérienne de Jefferson sur Main Street, qui avait été construit en 1899,, pour 12 000 dollars, afin de créer une nouvelle église pour la communauté catholique grandissante du comté d'Ashe. La cérémonie officielle d'inauguration de l'église St. Francis a eu lieu le 27 août 1963. À l'origine, la paroisse était une mission de l'église catholique Saint Elizabeth of the Hill Country de Boone, en Caroline du Nord. Dans les années 1970, le bâtiment de l'église a été agrandi. Le 25 septembre 1985, l'évêque de Charlotte, John F. Donoghue, a inauguré la nouvelle salle de l'église. En 1990, une maison située à côté de l'église a été achetée et transformée en presbytère. En septembre 1994, les travaux de rénovation de l'église ont été achevés, y compris un nouvel autel principal, une table des sacrements bénis et des vitraux qui ont tous été fabriqués par des paroissiens. L'église catholique Saint-François-de-Rome de Sparta, en Caroline du Nord, est une mission de l'église Saint-François-d'Assise.
En 2014, St. Francis, qui reste la seule église catholique du comté, comptait 277 familles et son bâtiment de 1899 était devenu trop grand. Elle a construit une nouvelle église sur un site de 15 acres sur Luther Road; le père James Stuhrenberg a exprimé son regret de quitter l'église de la rue Main. L'évêque Peter Joseph Jugis et la députée Virginia Foxx ont assisté à la pose de la première pierre le 29 septembre 2012.
L'église St. Francis a joué un rôle actif dans l'assistance aux travailleurs migrants nécessiteux qui ont commencé à venir dans le comté à la fin du XXe siècle en tant que travailleurs saisonniers dans les fermes d'arbres de Noël et qui sont devenus des résidents permanents de plus en plus nombreux au fil des décennies,.